# يوكي يوشياما
يوكي يوشياما (باليابانية: 内山 裕貴) (7 مايو 1995 في سابورو في اليابان – )؛ هو لاعب كرة قدم ياباني سابق كان يلعب كمدافع.

## وصلات خارجية
- يوكي يوشياما على موقع رابطة كرة القدم اليابانية للمحترفين (اليابانية)
- يوكي يوشياما على موقع قاعدة بيانات كرة القدم.إي يو (الإنجليزية)
- يوكي يوشياما على موقع Soccerway.com (الإنجليزية)